# Holzhausen (Tittmoning)
Holzhausen ist ein Gemeindeteil der Stadt Tittmoning im oberbayerischen Landkreis Traunstein. Das Dorf liegt circa drei Kilometer südlich von Tittmoning.

## Baudenkmäler
Siehe: Liste der Baudenkmäler in Tittmoning#Weitere Ortsteile